# عباس عبد جاسم
عباس عبد جاسم (1 يوليو 1953 - ) هو كاتب وناقد عراقي.

## حياته
ولد عباس عبد جاسم في بغداد - الكرخ عام 1953، أكمل دراسته الابتدائية والثانوية فيها، ثم أكمل دراسته في الشريعة (علوم الدين والفقه والمنطق) في جامعة بغداد، بدأ الكتابة والنشر في المجلات والصحف في السبعينيات، حصل على الدكتوراه في الأدب العربي عام 2008.

## مؤلفاته
- أجنحة البركوار: رواية
- الأتون: ثانية يحرق هولاكو العراق
- جماليات الخروج على سلطة النموذج
- ما وراء السرد- ما وراء الرواية
- الأحمر الطاغي: قصص قصيرة
- الكتابة بأفق الاختلاف: سيرة كتابة
- قضايا القصة العراقية المعاصرة: دراسات نقدية
- مشاكل التأويل العربي اواليات: التأويل واوالات المعرفية

## الملاحظات
1. ↑  ذكر ميلاده 1952[1]